# Euplexia dilutiapicata
Euplexia dilutiapicata är en fjärilsart som beskrevs av Nikolai Nikolaievich Filipjev 1927. Euplexia dilutiapicata ingår i släktet Euplexia och familjen nattflyn. Inga underarter finns listade i Catalogue of Life.